# Albrecht Haushofer
Albrecht Haushofer (Múnich, 7 de enero de 1903-Berlín, 15 de abril de 1945) fue un geógrafo, diplomático y escritor alemán, que formó parte de la resistencia alemana al nazismo.

## Biografía
Haushofer nació en Múnich, era hijo del general retirado tras la Primera Guerra Mundial y geógrafo Karl Haushofer (1869-1946) y de su esposa Martha, nacida Mayer-Doss (1877-1946). Albrecht tuvo un hermano, Heinz. Estudió geografía e historia en la  Universidad de Múnich. En 1924 se doctoró con la tesis Paß- Staaten in den Alpen ('Estados de paso en los Alpes'), dirigida por Erich von Drygalski (1865-1949). Haushofer trabajó luego como ayudante de Albrecht Penck.
Compañero suyo de estudios de geopolítica fue Rudolf Hess, temprano seguidor de Adolf Hitler y buen amigo de su padre. Karl Haushofer era asiduo visitante de la Cárcel de Landsberg, donde Hitler y Hess fueron encarcelados en 1923 tras el  Putsch de la cervecería, y donde se escribió Mein Kampf. Más tarde, bajo las Leyes de Núremberg, Haushofer fue clasificado como Mischling (cruzado o híbrido, por tener un cuarto de ascendencia judía), pese a que Hess, Stellvertreter ('representante') del Führer desde 1933, le suministró un Certificado de Sangre Germánica. 
Albrecht Haushofer fue nombrado secretario general de la Sociedad de Geografía de Berlín (Gesellschaft für Erdkunde), y editor de su revista. Mantuvo este cargo desde 1928 hasta 1938. Haushofer viajó por el mundo en función de su cargo, dando conferencias y adquiriendo una gran experiencia en asuntos internacionales.
Dio clases de geopolítica en la Deutsche Hochschule für Politik (Academia Alemana de Política) en 1933, que perdió a varios de sus profesores con la llegada de los nazis al poder. Cuando la Academia se incorporó a la Universidad de Berlín en 1940, fue nombrado profesor en la Facultad de Estudios Extranjeros (Auslandswissenschaftliche Fakultät). Fue también consejero en la Dienststelle Ribbentrop (Departamento R.) del Partido Nazi de 1934 a 1938, cuando la oficina fue disuelta tras el nombramiento de Joachim von Ribbentrop como Ministro de Asuntos Exteriores. Haushofer entonces y hasta 1941 trabajó en el departamento de propaganda  de Asuntos Exteriores (Informationsabteilung des Auswärtigen Amtes).
Como conocedor de la política nazi desde dentro, Haushofer, desde mediados de la década de los 30 , se fue acercando a los círculos de la Resistencia alemana. Tras el estallido de la Segunda Guerra Mundial, Haushofer se unió a la oposición conservadora nucleada en torno al ministro de finanzas prusiano Johannes Popitz; conectó también con Peter Yorck von Wartenburg y Helmuth James von Moltke, del opositor Círculo de Kreisau, así como con miembros de la Orquesta Roja, cuyos líderes berlineses Arvid Harnack y Harro Schulze-Boysen habían estudiado también en la Hochschule für Politik.
Haushofer estuvo involucrado en el intento de Hess de negociar la paz con Francia e Inglaterra, actuando como intermediario. Se ha especulado con que fue él quien animó a Hess a volar en 1941 a Escocia, tras lo cual su suerte cambió. Como sospechoso de haber ayudado a Hess fue encarcelado durante varias semanas y quedó bajo vigilancia de la Gestapo. Altos miembros del Partido Nazi mostraron su desaprobación ante el hecho de que su madre fuera medio judía. 
Finalmente llegó a la conclusión de que la única manera de evitar el completo desastre militar y político de su país era eliminar a Hitler. Tras el fallido atentado con bomba de 1944, Haushofer huyó y se escondió, pero fue detenido en una granja en Baviera el 7 de diciembre de 1944.
Encarcelado en la cárcel berlinesa de Moabit, escribió 80 sonetos inspirados por su situación.  En la noche del 22/23 de abril de 1945, cuando las tropas del Ejército Rojo estaban entrando en Berlín, Albrecht Haushofer y otros prisioneros como Klaus Bonhoeffer y Rüdiger Schleicher fueron asesinados de un tiro en la nuca por soldados de las SS cerca de la Invalidenstraße. Su cuerpo fue encontrado por su hermano Heinz el 12 de mayo de 1945.
Los 80 sonetos que su hermano encontró junto al cadáver fueron publicados en 1946 por soldados del ejército estadounidense con el título de Moabiter Sonette (Sonetos de la cárcel de Moabit), y pronto traducidos a varios idiomas. Son considerados un testimonio literario fundamental de la resistencia final al nazismo, escrito por alguien que había jugado antes un papel relevante en el régimen nacionalsocialista.